# Wyścigowe Samochodowe Mistrzostwa Polski 1999
Sezon 1999 był czterdziestym trzecim sezonem Wyścigowych Samochodowych Mistrzostw Polski.
Sezon liczył siedem eliminacji, rozgrywanych na torach w Poznaniu (trzy razy), Kielcach i Kamieniu Śląskim (trzy razy).

## Punktacja
Punkty przyznawano według klucza 10-6-4-3-2-1. W końcowej punktacji zawodnikom uwzględniano sześć najlepszych wyników.

## Kategorie
Samochody były podzielone na następujące grupy według regulaminu FIA:
- Grupa E – samochody formuł wyścigowych;
- Grupa H – samochody niehomologowane;
- Grupa ST – samochody turystyczne, których produkcja w ciągu 12 miesięcy przekraczała 25000 egzemplarzy. Wymogiem był napęd na dwa koła i silnik umieszczony z przodu o pojemności maksimum 2000 cm³. Dozwolony był duży zakres przeróbek pod kątem poprawy osiągów;
- Grupa A – samochody turystyczne, których produkcja w ciągu 12 miesięcy przekraczała 2500 egzemplarzy. Dozwolony był duży zakres przeróbek pod kątem poprawy osiągów;
- Grupa N – samochody turystyczne, których produkcja w ciągu 12 miesięcy przekraczała 2500 egzemplarzy. Modyfikowanie tych samochodów pod kątem poprawy osiągów było niemal całkowicie zabronione.

Samochody były dodatkowo podzielone na następujące klasy:
- Klasa F3-R26 – samochody Formuły 3 ze zwężką 26 mm;
- Klasa F3-R24 – samochody Formuły 3 ze zwężką 24 mm;
- Klasa E-2000 – gr. E, poj. do 2000 cm³;
- Klasa E-1300 – gr. E, poj. do 1300 cm³;
- Klasa H+2000 – gr. H, poj. pow. 2000 cm³;
- Klasa H-2000 – gr. H, poj. do 2000 cm³;
- Klasa ST – gr. ST;
- Klasa A-2000 – gr. A, poj. do 2000 cm³;
- Klasa A-1000 – gr. A, poj. do 1000 cm³;
- Klasa N-2000 – gr. N, poj. do 2000 cm³;
- Klasa CS-1100 – wyłącznie samochody Fiat Cinquecento Sporting gr. N.

## Zwycięzcy
Kierowcy rywalizowali w czterech wyścigach – grupy E, samochodów turystycznych, klasy A-1000 oraz klasy CS-1100. Tabela przedstawia zwycięzców poszczególnych klas. Pogrubieni zawodnicy oznaczają zwycięzcę danego wyścigu.
| Data              | Tor           | Klasa                 | Zwycięzca (kierowcy) | Samochód                  | Zwycięzca (zespoły)                                   |
| ----------------- | ------------- | --------------------- | -------------------- | ------------------------- | ----------------------------------------------------- |
| 29–30 maja        | Poznań        | grupa E               | Maciej Marcinkiewicz | Dallara F394-Opel         | Automobilklub Olsztyński                              |
| 29–30 maja        | Poznań        | klasa F3-24           | Maciej Marcinkiewicz | Dallara F394-Opel         | Automobilklub Olsztyński                              |
| 29–30 maja        | Poznań        | klasa E-1300          | Piotr Kaźmierczak    | Estonia 21-Łada           | Automobilklub Krakowski                               |
| 29–30 maja        | Poznań        | samochody turystyczne | Tadeusz Myszkier     | BMW M3                    | Automobilklub Wielkopolski                            |
| 29–30 maja        | Poznań        | klasa H-2000          | Henryk Mandera       | Suzuki Swift GTi 16V      | Automobilklub Mysłowicki                              |
| 29–30 maja        | Poznań        | klasa A-1000          | Krzysztof Gawroński  | Fiat Cinquecento          | Autoklub Rzemieślnik Warszawa                         |
| 29–30 maja        | Poznań        | klasa N-2000          | Grzegorz Kozłowski   | Honda Integra-R           | Automobilklub Wielkopolski                            |
| 29–30 maja        | Poznań        | klasa CS-1100         | Arkadiusz Nowicki    | Fiat Cinquecento Sporting | Automobilklub Wielkopolski                            |
| 12–13 czerwca     | Kielce        | grupa E               | Ryszard Luciński     | Dallara F398-Opel         | Automobilklub Wielkopolski                            |
| 12–13 czerwca     | Kielce        | klasa F3-24           | Rafał Podolski       |                           | Automobilklub Kielecki                                |
| 12–13 czerwca     | Kielce        | klasa E-1300          | Andrzej Godula       | Estonia 25-Łada           | Automobilklub Polski                                  |
| 12–13 czerwca     | Kielce        | samochody turystyczne | Andrzej Dziurka      | Alfa Romeo 155TS          | Alda - Automobilklub Polski                           |
| 12–13 czerwca     | Kielce        | klasa H-2000          | Stanisław Fiedor     | Honda Civic               | Autoklub Rzemieślnik Warszawa                         |
| 12–13 czerwca     | Kielce        | klasa A-1000          | Piotr Litwinowicz    | Fiat Cinquecento          | Automobilklub Wielkopolski                            |
| 12–13 czerwca     | Kielce        | klasa N-2000          | Krzysztof Federowicz | Honda Integra-R           | Autoklub Rzemieślnik Warszawa                         |
| 12–13 czerwca     | Kielce        | klasa CS-1100         | Arkadiusz Nowicki    | Fiat Cinquecento Sporting | Automobilklub Wielkopolski                            |
| 2–4 lipca         | Poznań        | grupa E               | Maciej Marcinkiewicz | Dallara F394-Opel         | Automobilklub Olsztyński                              |
| 2–4 lipca         | Poznań        | klasa F3-24           | Maciej Marcinkiewicz | Dallara F394-Opel         | Automobilklub Olsztyński                              |
| 2–4 lipca         | Poznań        | klasa E-2000          | Maurycy Kochański    | Estonia 25-Lancia         | Autoklub Rzemieślnik Warszawa                         |
| 2–4 lipca         | Poznań        | klasa E-1300          | Piotr Kaźmierczak    | Estonia 21-Łada           | Automobilklub Krakowski                               |
| 2–4 lipca         | Poznań        | samochody turystyczne | Andrzej Dziurka      | Alfa Romeo 155TS          | Alda - Automobilklub Polski                           |
| 2–4 lipca         | Poznań        | klasa H-2000          | Henryk Mandera       | Suzuki Swift GTi 16V      | Automobilklub Mysłowicki                              |
| 2–4 lipca         | Poznań        | klasa A-1000          | Tomasz Płaczek       | Fiat Cinquecento          | Automobilklub Wielkopolski                            |
| 2–4 lipca         | Poznań        | klasa N-2000          | Krzysztof Federowicz | Honda Integra-R           | Autoklub Rzemieślnik Warszawa                         |
| 2–4 lipca         | Poznań        | klasa CS-1100         | Artur Czyż           | Fiat Cinquecento Sporting | Automobilklub Wielkopolski                            |
| 6–8 sierpnia      | Kamień Śląski | grupa E               | Ryszard Luciński     | Dallara F398-Opel         | Lotos - Automobilklub Wielkopolski                    |
| 6–8 sierpnia      | Kamień Śląski | klasa F3-24           | Maciej Marcinkiewicz | Dallara F394-Opel         | Hołowczyc Management / Vox - Automobilklub Olsztyński |
| 6–8 sierpnia      | Kamień Śląski | klasa E-2000          | Michał Gil           | Estonia 21-Honda          | Automobilklub Kielecki                                |
| 6–8 sierpnia      | Kamień Śląski | klasa E-1300          | Andrzej Godula       | Estonia 25-Łada           | Automobilklub Polski                                  |
| 6–8 sierpnia      | Kamień Śląski | samochody turystyczne | Andrzej Dziurka      | Alfa Romeo 155TS          | Alda - Automobilklub Polski                           |
| 6–8 sierpnia      | Kamień Śląski | klasa H-2000          | Xawery Mielcarek     | Opel Astra GSi 16V        | Automobilklub Wielkopolski                            |
| 6–8 sierpnia      | Kamień Śląski | klasa A-1000          | Marcin Kaczmarek     | Fiat Cinquecento          | Automobilklub Wielkopolski                            |
| 6–8 sierpnia      | Kamień Śląski | klasa N-2000          | Krzysztof Federowicz | Honda Integra-R           | CPN - Autoklub Rzemieślnik Warszawa                   |
| 6–8 sierpnia      | Kamień Śląski | klasa CS-1100         | Artur Czyż           | Fiat Cinquecento Sporting | Pol-Car - Automobilklub Wielkopolski                  |
| 27–29 sierpnia    | Kamień Śląski | grupa E               | Ryszard Luciński     | Dallara F398-Opel         | Lotos - Automobilklub Wielkopolski                    |
| 27–29 sierpnia    | Kamień Śląski | klasa F3-24           | Maciej Marcinkiewicz | Dallara F394-Opel         | Hołowczyc Management / Vox - Automobilklub Olsztyński |
| 27–29 sierpnia    | Kamień Śląski | klasa E-2000          | Michał Gil           | Estonia 21-Honda          | Automobilklub Kielecki                                |
| 27–29 sierpnia    | Kamień Śląski | samochody turystyczne | Tadeusz Myszkier     | BMW M3                    | Automobilklub Wielkopolski                            |
| 27–29 sierpnia    | Kamień Śląski | klasa H-2000          | Xawery Mielcarek     | Opel Astra GSi 16V        | Automobilklub Wielkopolski                            |
| 27–29 sierpnia    | Kamień Śląski | klasa A-1000          | Paweł Kałuża         | Fiat Cinquecento          | Automobilklub Kielecki                                |
| 27–29 sierpnia    | Kamień Śląski | klasa N-2000          | Tomasz Wywiał        | Honda Integra-R           | Automobilklub Częstochowski                           |
| 27–29 sierpnia    | Kamień Śląski | klasa CS-1100         | Artur Czyż           | Fiat Cinquecento Sporting | Pol-Car - Automobilklub Wielkopolski                  |
| 18–19 września    | Poznań        | grupa E               | Maciej Marcinkiewicz | Dallara F394-Opel         | Hołowczyc Management / Vox - Automobilklub Olsztyński |
| 18–19 września    | Poznań        | klasa F3-24           | Maciej Marcinkiewicz | Dallara F394-Opel         | Hołowczyc Management / Vox - Automobilklub Olsztyński |
| 18–19 września    | Poznań        | klasa E-2000          | Maurycy Kochański    | Estonia 25-Lancia         | Autoklub Rzemieślnik Warszawa                         |
| 18–19 września    | Poznań        | klasa E-1300          | Piotr Kaźmierczak    | Estonia 21-Łada           | Automobilklub Krakowski                               |
| 18–19 września    | Poznań        | samochody turystyczne | Tomasz Myszkier      | Ford Escort RS Cosworth   | Lotos - Automobilklub Wielkopolski                    |
| 18–19 września    | Poznań        | klasa H-2000          | Henryk Mandera       | Suzuki Swift GTi 16V      | Automobilklub Mysłowicki                              |
| 18–19 września    | Poznań        | klasa A-1000          | Paweł Kałuża         | Fiat Cinquecento          | Automobilklub Kielecki                                |
| 18–19 września    | Poznań        | klasa CS-1100         | Artur Czyż           | Fiat Cinquecento Sporting | Pol-Car - Automobilklub Wielkopolski                  |
| 9–10 października | Kamień Śląski | grupa E               | Ryszard Luciński     | Dallara F398-Opel         | Automobilklub Wielkopolski                            |
| 9–10 października | Kamień Śląski | klasa E-2000          | Maurycy Kochański    | Estonia 25-Lancia         | Autoklub Rzemieślnik Warszawa                         |
| 9–10 października | Kamień Śląski | klasa E-1300          | Andrzej Godula       | Estonia 25-Łada           | Automobilklub Polski                                  |
| 9–10 października | Kamień Śląski | samochody turystyczne | Tadeusz Myszkier     | BMW M3 E36                | Lotos - Automobilklub Wielkopolski                    |
| 9–10 października | Kamień Śląski | klasa H-2000          | Xawery Mielcarek     | Opel Astra GSi 16V        | Automobilklub Wielkopolski                            |
| 9–10 października | Kamień Śląski | klasa A-1000          | Marcin Kaczmarek     | Fiat Cinquecento          | Automobilklub Wielkopolski                            |
| 9–10 października | Kamień Śląski | klasa CS-1100         | Artur Czyż           | Fiat Cinquecento Sporting | Pol-Car - Automobilklub Wielkopolski                  |

## Mistrzowie
| Klasa                 | Kierowca             | Samochód                  | Zespół                                                |
| --------------------- | -------------------- | ------------------------- | ----------------------------------------------------- |
| grupa E               | Ryszard Luciński     | Dallara F398-Opel         | Lotos - Automobilklub Wielkopolski                    |
| klasa F3-24           | Maciej Marcinkiewicz | Dallara F394-Opel         | Hołowczyc Management / Vox - Automobilklub Olsztyński |
| klasa E-2000          | Maurycy Kochański    | Estonia 25-Lancia         | Autoklub Rzemieślnik Warszawa                         |
| klasa E-1300          | Andrzej Godula       | Estonia 25-Łada           | Automobilklub Polski                                  |
| samochody turystyczne | Andrzej Dziurka      | Alfa Romeo 155TS          | Alda - Automobilklub Polski                           |
| klasa H-2000          | Xawery Mielcarek     | Opel Astra GSi 16V        | Automobilklub Wielkopolski                            |
| klasa A-1000          | Marcin Kaczmarek     | Fiat Cinquecento          | M plus M - Automobilklub Wielkopolski                 |
| klasa N-2000          | Krzysztof Federowicz | Honda Integra-R           | CPN - Autoklub Rzemieślnik Warszawa                   |
| klasa CS-1100         | Artur Czyż           | Fiat Cinquecento Sporting | Pol-Car - Automobilklub Wielkopolski                  |